# Pita cantik de Bursa
La pita cantik de Bursa (en turco: Bursa cantık pidesi) es una receta tradicional turca para un plato de queso relleno de masa de pizza, carne molida u otras carnes frescas o curadas y/o verduras.